# Esmeraldo de situ orbis

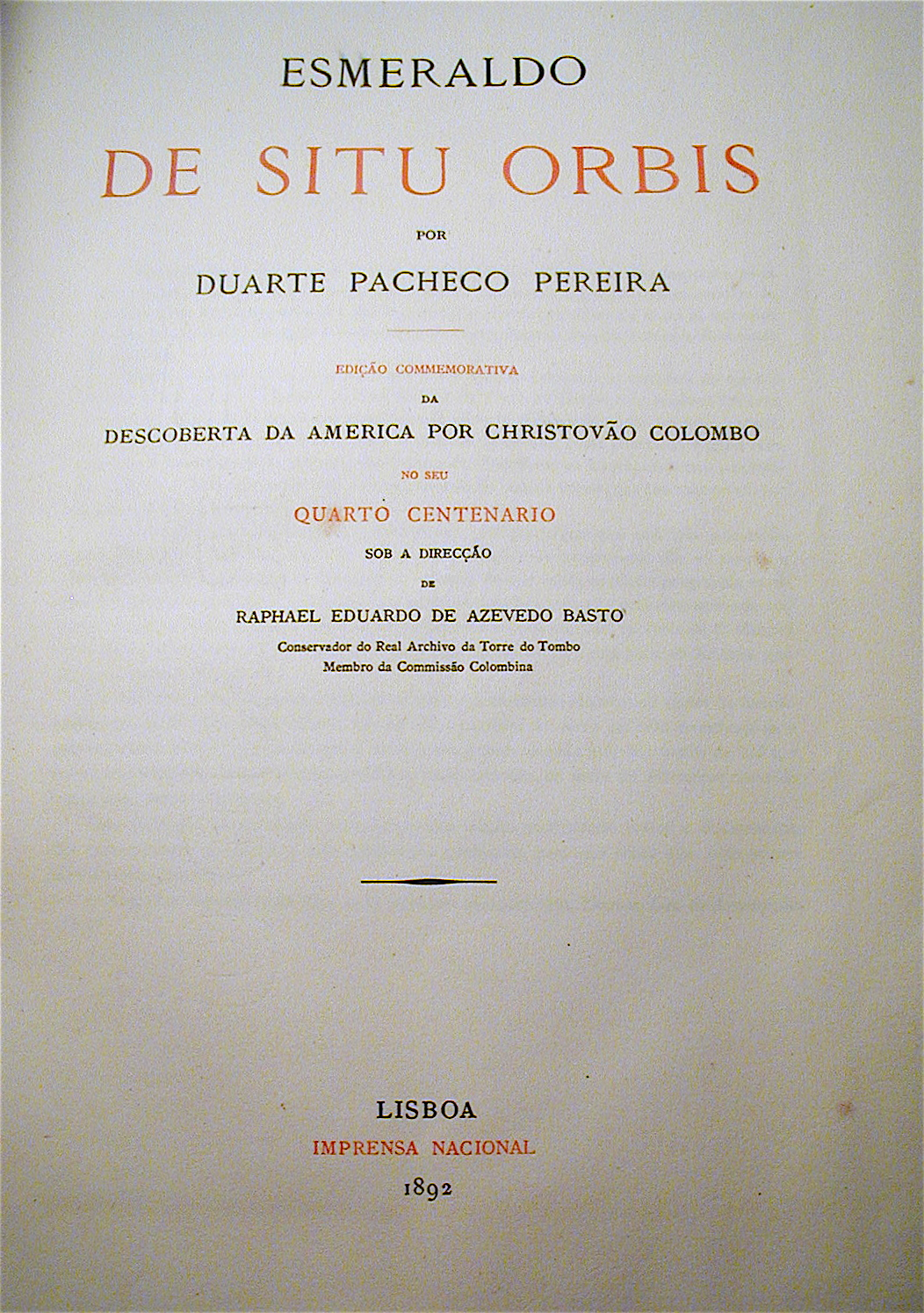
Portada de la primera edición impresa (1892).

Esmeraldo de situ orbis es el título de un manuscrito escrito hacia 1506 por el militar, navegante y cosmógrafo portugués Duarte Pacheco Pereira. Dedicada al rey Manuel I de Portugal (1495-1521), se trata de una obra de "cosmografía y marinería", según palabras del propio autor. A pesar de su título en latín, fue escrita en lengua portuguesa.
No se conserva el manuscrito original pero sí dos copias: una de la primera mitad del siglo XVIII hallada en la ciudad de Évora y otra algo posterior de la Biblioteca Nacional de Lisboa. A partir de ellas se preparó la primera edición impresa del texto, en 1892.
En el prólogo Duarte Pacheco anuncia que la obra consta de cinco "libros" o partes pero los manuscritos conservados sólo contienen los tres primeros y un fragmento del cuarto. Se han perdido además todos los mapas e ilustraciones que acompañaban al manuscrito original.

## Contenido
Prólogo
Libro primero
- Capítulos 1 al 12: Cosmografía y navegación. Incluye, en el capítulo 7, una tabla con las latitudes de numerosos lugares.
- Capítulos 13 al 21: Descripción geográfica de las costas norteafricanas.
- Capítulos 22 al 33: Descripción de las costas descubiertas en la época del infante Enrique el Navegante.

Libro segundo
- Capítulos 1 al 11: Descripción de las tierras descubiertas por orden del rey Alfonso V.

Libro tercero
- Capítulos 1 al 9: Descripción de las tierras descubiertas durante el reinado de Juan II.

Libro cuarto
- Capítulos 1 al 6: Descripción de las tierras descubiertas durante el reinado de Manuel I.

El manuscrito se interrumpe bruscamente en medio del capítulo 6 del libro cuarto. Sin embargo, el prólogo anuncia que la obra consta de cinco libros de los cuales el cuarto y quinto se dedican a cubrir los descubrimientos del reinado de Manuel I.

## Posible viaje portugués a América en 1498
En el capítulo 2 del primer libro, Duarte Pacheco expone su particular teoría cosmográfica de que nuestro planeta está cubierto esencialmente por tierra continental, formando el océano (principalmente el Atlántico y el Índico) un lago cerrado rodeado de tierra por todas partes. En su argumentación afirma que la "tierra firme" que hoy se conoce como América se encuentra a unos 36 grados de longitud al oeste de Europa y África y se extiende al menos entre las latitudes 70° norte y 28,5º sur sin que se haya visto el final por ninguno de ambos extremos. Ello le lleva a suponer que América se extiende hasta ambos polos y que por allí está unida al Viejo Mundo, formando un único continente universal. 
En este mismo pasaje el autor afirma también, casi de pasada, que el rey Manuel I le ordenó realizar en 1498 un viaje de descubrimiento a esas tierras al occidente del océano Atlántico, encontrándose a 28º de latitud sur "mucho y fino brasil", madera muy cotizada en aquella época.

Temos sabido & visto como no terceiro anno de vosso Reynado do hano de nosso Senhor de mil quatrocentos noventa & oito, donde nos vossa alteza mandou descobrir ha parte oucidental passando alem ha grandeza do mar ociano onde he hachada & navegada huma tam grande terra firme, com muitas e grandes Ilhas ajacentes a ella, que se estende a satenta graaos de Ladeza da linha equinocial contra ho polo artico & posto que seja asaz fora he grandemente pavorada, & do mesmo circolo equinocial torna outra vez & vay alem em vinte & oito graaos & meo de ladeza contra ho pollo antratico & tanto se dilata sua grandeza & corre com muita longuura que de huma parte nem da outra nem foy visto nem sabido ho fim & cabo della pello qual segundo ha hordem que leva he certo que vay em cercoyto por toda a Redondeza, asim que temos sabido que das prayas & costa do mar destes Reynos de Portugal & do promontorio de finis terra & de qualquer outro lugar da europa & dafrica & dasia hatravesando alem todo ho oceano direitamente ha oucidente ou ha loest segundo hordem de marinharia por trinta & seis graaos de longura que seram seiscentas & quarenta & oyto leguoas de caminho contando ha desouto leguoas por graao, & ha luguares algum tanto mais lonje he hachada esta terra nom navegada pellos navios de vossa alteza & por vosso mandado e licença os dos vossos vassallos & naturaes; & findo por esta costa sobredita do mesmo circulo equinosial em diante per vinte & oyto graaos de ladeza contra o pollo antartico he hachado nella munto e fino brazil com outras muitas couzas de que os navios nestes Reynos vem grandemente carregados.
Libro I, capítulo 2.

Estas líneas de texto han dado lugar a numerosas interpretaciones diferentes sobre si Duarte Pacheco o algún otro portugués realizó realmente un viaje de exploración en 1498 y sobre qué tierras visitó. Luciano Pereira da Silva y otros autores afirman que Pacheco descubrió las costas del actual Brasil en este viaje; otros como Duarte Leite creen que fue Florida lo que exploró y alguno como Carlos Coimbra niega que fuera Pacheco el jefe de la expedición.